# 昆卡省
昆卡省（西班牙語：Provincia de Cuenca）是西班牙中部省份，屬卡斯蒂利亞-拉曼恰自治區。昆卡省省會昆卡於1996年列入世界遺產。
該省的奇岩絕壁讓它有了要塞般的防禦性，這是河川沖刷侵蝕而成的斷崖險壁的壯觀景緻，還讓它被稱為「中了魔法的城市」。空中懸屋「Casas Colgadas」是著名的地標，建於十四世紀，是當時的皇家別墅，現已是一個美術館和餐廳。主廣場上的大教堂也是建於十三世紀，屬哥德式建築。

## 地理
附近省份：
| 西北: 瓜達拉哈拉省           | 北: 瓜達拉哈拉省 | 东北: 特魯埃爾省   |
| 西: 马德里自治区 和 托萊多省 |                  | 东: 巴倫西亞省     |
| 西南: 雷阿爾城省             | 南: 阿爾瓦塞特省 | 东南: 阿爾瓦塞特省 |

昆卡內的雲杉木林十分著名。東北是高地，最高點是1 800米，在 Cerro San Felipe，西南則是低地。
昆卡省內傳統上在高地畜牧，低地種穀。而伐木業和礦業（鐵、銅、鹽、硝石）亦有發展，但後者已式微。
工作分布（2004年第二季，資料來源：INE）
- 49.6%：服務業
- 21.6%：農業
- 17.1%：建造業
- 11.8%：工業

## 人口
昆卡省历史人口变化图

## 图集

昆卡省位置

## 外部連結
- 昆卡省 （页面存档备份，存于）